# سنگوکو (بازی ویدئویی ۱۹۹۱)
«سنگوکو» (انگلیسی: Sengoku) یک بازی ویدئویی در سبک بازی مبارزه‌ای
beat 'em up است که توسط SNK و در پلت‌فرم‌های بازی آرکید، سوپر نینتندو، سگا مگا درایو، و Neo Geo منتشر شده‌است.